# Campo di concentramento di Jägala
Il campo di concentramento di Jägala era un campo di lavoro della polizia di sicurezza estone, attivo durante l'occupazione tedesca dell'Estonia, durante la seconda guerra mondiale. Il campo fu fondato nell'agosto del 1942 su un ex campo di artiglieria dell'Esercito estone vicino al villaggio di Jägala, in Estonia. Aleksander Laak, un estone, fu nominato SS-Sturmbannführer da Ain-Ervin Mere per comandare il campo con Ralf Gerrets.
Il campo ospitò ebrei provenienti dall'Estonia, Lituania, Cecoslovacchia, Germania e Polonia. Circa 3.000 ebrei che non furono selezionati per il lavoro al loro arrivo presso la stazione ferroviaria di Raasiku furono prelevati direttamente dalla stazione e fucilati nel vicino sito di sterminio di Kalevi-Liiva.
Il campo non detenne più di 200 prigionieri e rimase attivo per breve durata. Nel novembre 1942 fu riferito che il campo conteneva 53 uomini e 150 donne. La maggior parte dei prigionieri furono infine trasferiti nella prigione centrale di Tallinn, nel giugno, luglio dicembre 1942. Nell'agosto del 1943 il campo fu chiuso e la maggior parte dei detenuti rimanenti furono fucilati. I prigionieri malati invece furono uccisi nel campo mentre gli altri furono mandati a Kalevi-Liiva per essere giustiziati, Laak uccise tre donne, una delle quali era la sua schiava sessuale; il campo fu poi smantellato entro il settembre del 1943.
Le stime per il numero di morti nel campo di concentramento di Jägala variano: gli investigatori sovietici conclusero che 2.000-3.000 furono uccisi a Jägala e Kalevi-Liiva presi insieme, ma fu scritto nel verdetto 5.000 (come stabilito dalla Commissione di Stato Straordinaria nel 1944).